# Allen's Landing
Allen's Landing est le « lieu de naissance » officiellement reconnu de la ville de Houston, la plus grande ville du Texas.
Situé au centre-ville de Houston entre les viaducs de Main Street et de Fannin Street, le débarcadère englobe la rive sud de Bayou Buffalo, le principal cours d'eau de la ville, à sa confluence avec le Bayou White Oak (en), un de ses affluents important.
Allen's Landing est situé au sud du bâtiment de Commerce Street de l'université de Houston – Downtown (en).
En août 1836, quelques mois seulement après l'obtention de l'indépendance de la république du Texas du Mexique, deux promoteurs immobiliers new-yorkais, John Kirby Allen et Augustus Chapman Allen (en), achètent 26,88 km2 de prairie et créent la ville de Houston sur cette rive du Bayou Buffalo. L'aire de débarquement actuelle servait de premier quai à la ville.